# Ali Dia
Aly Dia (sinh ngày 20 tháng 8 năm 1965), hay còn được biết đến với cái tên Ali Dia, là một cựu cầu thủ bóng đá chuyên nghiệp người Sénégal thi đấu ở vị trí tiền đạo trong cả sự nghiệp của mình. Vào tháng 11 năm 1996, Dia thuyết phục huấn luyện viên Graeme Souness, sau đó là Southampton, rằng ông là anh em họ của Cầu thủ xuất sắc nhất năm của FIFA và người giành được Quả bóng vàng châu Âu lúc bấy giờ là George Weah, dẫn đến việc ông ký hợp đồng kéo dài 1 tháng với Southampton chỉ vài ngày sau đó. Dia chỉ chơi đúng 1 trận đấu trong thời gian ngắn ở câu lạc bộ, khi vào sân thay cho Matt Le Tissier ở phút thứ 32 của trận đấu gặp Leeds United F.C. tại Giải bóng đá Ngoại hạng Anh, nhưng chính ông đã bị thay ra chỉ 53 phút sau đó. 14 ngày sau, ông đã bị câu lạc bộ thanh lý hợp đồng.

## Sự nghiệp thi đấu
Sau một sự nghiệp thi đấu ở các cấp độ thấp hơn ở Pháp và Đức, và đã thử việc thất bại tại Gillingham, A.F.C. Bournemouth, và Rotherham United chơi một lần trong trận dự bị cho đội sau, Dia gia nhập câu lạc bộ Blyth Spartans, nơi ông chỉ có một lần vào sân thay người - vào ngày 9 tháng 11 năm 1996 trong trận đấu tại Northern Premier League gặp Boston United.
Vài ngày sau, Dia được huấn luyện viên của Southampton Graeme Souness ký hợp đồng, sau khi Souness nhận được một cuộc điện thoại có ý định từ Tuyển thủ Liberia và Cầu thủ xuất sắc nhất năm của FIFA, George Weah. "Weah" nói với Souness rằng Dia là em họ của ông và đã chơi cho Paris Saint-Germain cũng như 13 lần cho đội tuyển quốc giaa và nên cho ông một cơ hội tại Southampton. Không có điều nào trong số này là sự thật và cuộc điện thoại cho Souness là một trò lừa bịp. Souness đã bị thuyết phục và Dia đã được ký hợp đồng một tháng. Tuy nhiên, người đã thực hiện cuộc gọi ban đầu tới Souness vẫn còn tranh cãi. Một số nguồn nói rằng đó là bạn của Dia từ trường đại học, trong khi một số nói rằng đó là người đại diện của Dia, và cũng có ý kiến cho rằng chính Dia đã thực hiện cuộc gọi. Sau đó, có thông tin cho rằng Gillingham cũng đã thực hiện màn đóng thế tương tự, người đã đề nghị Dia thử việc, nhưng đã bị huấn luyện viên Tony Pulis cho đi, người đã nói rằng Dia là "đồ rác rưởi". Harry Redknapp, sau đó là huấn luyện viên của West Ham United, cũng nhận được cuộc gọi tương tự nhưng bác bỏ nó vì cho rằng đó là "chuyện hoang đường".
Dia chỉ chơi một trận cho Southampton, mặc áo số 33 trong trận gặp Leeds United vào ngày 23 tháng 11 năm 1996; ban đầu ông đã được lên lịch thi đấu trong trận giao hữu của đội dự bị với Arsenal, nhưng trận đấu đã bị hủy do mặt sân ngập nước. Trong trận đấu với Leeds, Dia vào sân thay cho Matt Le Tissier dính chấn thương ở phút thứ 32, nhưng sau đó được bị thay ra bởi Ken Monkou ở phút thứ 85; Leeds sau đó giành chiến thắng với tỷ số 2–0. Le Tissier nói rằng: "Cậu ta chạy lăng xăng như chú nai Bambi trên băng; thật xấu hổ khi xem."
Dia bị Southampton thanh lý hợp đồng sau hai tuần trong hợp đồng của ông. Ông sau đó đã thử việc với Port Vale và ghi hai bàn trong một trận đấu dự bị với Sunderland. Sau khi không nhận được lời đề nghị nào từ Vale, ông đã chơi một thời gian ngắn cho câu lạc bộ Gateshead tại Conference National, trước khi rời câu lạc bộ vào tháng 2 năm 1997. Dia đã chơi 8 trận cho câu lạc bộ, bao gồm cả việc ghi bàn trong trận ra mắt trong chiến thắng 5–0 trước Bath City. Một ngày sau khi ra mắt Gateshead, trò lừa bịp George Weah của anh đã bị bại lộ trên các phương tiện truyền thông quốc gia. Một báo cáo năm 2015 từ Bleacher Report nói rằng Dia cũng đã thực hiện thành công mưu mẹo tương tự đối với FinnPa và VfB Lübeck. Ông đã rời cả hai câu lạc bộ sau những màn trình diễn kém cỏi.
Phát biểu với Gateshead Post sau khi câu chuyện vỡ lở, Dia cười và bác bỏ những lời cáo buộc và nói rằng gần đây anh ấy đã ghi bàn cho Sénégal trong trận thắng 3–1 tại Vòng loại Giải vô địch bóng đá thế giới 1998 trước Guinea. Tuy nhiên, tuyên bố này không đúng vì Sénégal đã bị loại ở vòng đầu tiên của vòng loại. Dia nói: "Tôi đã bị miêu tả là một kẻ lừa đảo và một cầu thủ kém cỏi, nhưng tôi không như vậy và có ý định chứng minh mọi người đã sai. Rõ ràng là tôi rất thất vọng vì không lọt vào Premiership, nhưng tôi tin tưởng vào khả năng của mình. năng lực của bản thân và mối quan tâm duy nhất của tôi bây giờ là Gateshead. Hợp đồng của tôi chỉ đến cuối mùa giải. Nhưng nếu mọi việc suôn sẻ, ai biết được, tôi có thể ở lại lâu hơn."
Trong khoảng thời gian ngắn từ khi gia nhập Saints đến chơi cho Gateshead, ông đã bỏ túi 3.500 bảng phí đăng ký. Souness sau đó thừa nhận Southampton đã trả cho Dia khoảng 2.000 bảng cho 14 ngày của ông ở câu lạc bộ, trong khi Dia nhận được 1.500 bảng phí gia nhập tại Gateshead. Dia cuối cùng đã được Gateshead đưa vào danh sách chuyển nhượng sau một thời gian sa sút phong độ. Sau khi rời Gateshead, ông có một khoảng thời gian ngắn tại Spennymoor United.

## Đời tư
Dia học ngành kinh doanh tại Đại học Northumbria ở Newcastle, tốt nghiệp năm 2001. Ông đã nhận bằng Thạc sĩ Quản trị Kinh doanh tại Đại học Bang San Francisco vào năm 2003. Sau khi học xong, Dia làm việc trong lĩnh vực kinh doanh ở Qatar. Năm 2016, Dia làm việc trong lĩnh vực kinh doanh. Bleacher Report đã theo dõi Dia và tiết lộ rằng anh ấy đang sống ở London. Ông nói với họ rằng câu chuyện ở Southampton gây "tổn thương" cho anh ấy và gia đình nhưng khẳng định rằng ông không phải là kẻ nói dối và rằng ông đã tập luyện với Saints trong một tháng rưỡi, nơi anh ấy đã gây ấn tượng trước khi ra mắt, bất chấp các báo cáo trước đó rằngông đã dành chưa đầy một tuần với Southampton trước khi anh ấy có trận ra mắt tai tiếng.
Ông có một người con trai tên là Simon, đang chơi bóng ở Thái Lan cho câu lạc bộ Ayutthaya United.

## Những di sản để lại
Dia thường xuyên có tên trong danh sách những cầu thủ tồi hoặc những vụ chuyển nhượng tồi tệ. Ông đứng ở vị trí thứ 1 trong danh sách "50 cầu thủ tệ nhất" của tờ báo The Times và trên bảng xếp hạng 50 vụ chuyển nhượng tồi tệ nhất trong lịch sử Giải bóng đá Ngoại hạng Anh của ESPN.